# Prudnik
Prudnik (['prudɲik]) (en allemand : Neustadt, Neustadt in Oberschlesien ; en tchèque : Prudník ; en latin : Prudnicium ; en silésien : Prudnik, Prōmnik) est une ville de la voïvodie d'Opole, en Pologne, et la capitale du powiat de Prudnik.

## Géographie
Prudnik se trouve à proximité de la frontière tchèque. Elle est arrosée par la Prudnik, un affluent gauche de la Osobłoga long de 35 km.

## Histoire
Neustadt-en-Haute-Silésie, une ville à très grande majorité germanophone, est le chef-lieu de l'arrondissement de Neustadt-en-Haute-Silésie dans le district d'Oppeln au sein de la province de Haute-Silésie allemande jusqu'en 1945.
La ville a été conquise par les troupes soviétiques en avril 1945 lors de l'opération Gemse, pendant la bataille de Prudnik.
À cette date, elle est rattachée à la Pologne et prend le nom de Prudnik. La population allemande est expulsée et remplacée par des Polonais.

## Personnalités liées à la ville
- Matthäus Apelt (de) (1594–1648), compositeur
- Felice Bauer (1887-1960), correspondante puis conjointe de Franz Kafka
- Dietrich von Choltitz (1894–1966), General der Infanterie
- Karl Dziatzko (de) (1842-1903), érudit
- Paul Ehrlich (1854-1915), scientifique, il a reçu de Prix Nobel de physiologie ou médecine de 1908
- Eugen Fraenkel (de) (1853–1925), pathologiste et bactériologiste
- Jan Góra (1948-2015), docteur en théologie
- Karl Heinisch (de) (1847–1923), peintre
- Nicolaus Henel von Hennenfeld (de) (1582–1656), historien
- Tadeusz Madziarczyk (en) (1961-), homme politique
- Margarete Müller (1931-2024), femme politique
- Walter Odersky (de) (1931-), homme politique
- Hellmuth Reymann (1892–1988), officier allemand durant la Seconde Guerre mondiale
- Bernd Scholz (de) (1911–1969), compositeur
- Krzysztof Szafrański (1972-), coureur cycliste
- Stanisław Szozda (1950-2013), cycliste olympique
- August Wilde (de) (1868-1940), homme politique allemand
- Kurt Wintgens (1894-1916), as de l'aviation allemand
- Stefan Wyszyński (1901–1981), archevêque
- Z.B.U.K.U (1992-), rappeur

## Jumelages
- Northeim (Allemagne) depuis 1990
- Bohumín (Tchéquie) depuis 2000
- Nadvirna (Ukraine) depuis 2000
- Krnov (Tchéquie) depuis 2000
- San Giustino (Italie) depuis 2000